# Marian Niedźwiecki
Marian Niedźwiecki (ur. 5 lutego 1891 w Płoskirowie, zm. 8–9 kwietnia 1940 w Kalininie) – podpułkownik uzbrojenia Wojska Polskiego, ofiara zbrodni katyńskiej.

## Życiorys
Syn Teofila i Marii z Leszczyńskich. W okresie I wojny światowej służył w armii carskiej, ukończył Odeską Szkołę Wojenną. W 1918 walczył w armii hetmana Pawło Skoropadskiego, a od 2 grudnia 1919 w Wojsku Polskim. Uczestniczył w wojnie polsko-bolszewickiej, po zakończeniu działań wojennych służył m.in. w Generalnym Inspektoracie Artylerii. Zweryfikowany w stopniu kapitana ze starszeństwem z dniem 1 czerwca 1919. Na majora został awansowany z dniem 1 lipca 1923. 27 listopada 1927 został przeniesiony ze Szkoły Zbrojmistrzów w Warszawie do Korpusu Ochrony Pogranicza na stanowisko szefa służby uzbrojenia w Dowództwie KOP w Warszawie. Służbę na tym stanowisku pełnił do września 1939. Na podpułkownika został awansowany ze starszeństwem z dniem 1 stycznia 1936 i 1. lokatą w korpusie oficerów uzbrojenia.
Walczył podczas kampanii wrześniowej. Po agresji ZSRR na Polskę z 17 września 1939, dostał się do niewoli sowieckiej. W kwietniu 1940 przebywał w obozie jenieckim w Ostaszkowie. 6 kwietnia 1940 został przekazany do dyspozycji naczelnika Obwodowego Zarządu NKWD w Kalininie – lista wywózkowa nr 05/2 z 5 kwietnia 1940, pozycja 69. Między 8 a 9 kwietnia 1940 został zamordowany w Kalininie (obecnie Twer) przez funkcjonariuszy Obwodowego Zarządu NKWD w Kalininie oraz pracowników NKWD przybyłych z Moskwy na mocy decyzji Biura Politycznego KC WKP(b) z 5 marca 1940. Ofiary tej zbrodni grzebano potajemnie na terenie leśnym, w bezimiennych mogiłach zbiorowych, gdzie od 2 września 2000 mieści się oficjalnie Polski Cmentarz Wojenny w Miednoje.
Był żonaty. Mieszkał w Warszawie.

## Ordery i odznaczenia
- Krzyż Kawalerski Orderu Odrodzenia Polski[1]
- Złoty Krzyż Zasługi (14 września 1929)[9]
- Medal Pamiątkowy za Wojnę 1918–1921[1]
- Medal Dziesięciolecia Odzyskanej Niepodległości[1]
- Krzyż Kampanii Wrześniowej 1939 r. – 1 stycznia 1986 (pośmiertnie)[10]

## Upamiętnienie
5 października 2007 minister obrony narodowej mianował go pośmiertnie do stopnia pułkownika. Awans został ogłoszony 9 listopada 2007 w Warszawie, w trakcie uroczystości „Katyń Pamiętamy – Uczcijmy Pamięć Bohaterów”.
13 kwietnia 2016, w ramach akcji „Katyń... pamiętamy” / „Katyń... Ocalić od zapomnienia”, w ogrodzie Pałacu Prezydenckiego został zasadzony Dąb Pamięci poświęconego wszystkim Ofiarom Zbrodni Katyńskiej, certyfikat z numerem 1.